# Ōza 1986
L'Ōza 1986 è stata la trentaquattresima edizione del torneo goistico giapponese Ōza.

## Svolgimento

### Fase preliminare
La fase preliminare serve a determinare chi accede al torneo per la selezione dello sfidante. Consiste in una serie di tornei preliminari iniziali, i cui vincitori si qualificano al torneo per la determinazione dello sfidante.
- W indica vittoria col bianco
- B indica vittoria col nero
- X indica la sconfitta
- +R indica che la partita si è conclusa per abbandono
- +N indica lo scarto dei punti a fine partita
- +F indica la vittoria per forfeit
- +T indica la vittoria per timeout
- +? indica una vittoria con scarto sconosciuto
- V indica una vittoria in cui non si conosce scarto e colore del giocatore

|  | Primo turno       | Primo turno       | Primo turno |  |  | Secondo turno     | Secondo turno     | Secondo turno |     |                   | Semifinali        | Semifinali | Semifinali |  |  | Finale | Finale | Finale |
|  |                   |                   |             |  |  |                   |                   |               |     |                   |                   |            |            |  |  |        |        |        |
|  | Norio Kudo        | Norio Kudo        | B+R         |  |  |                   |                   |               |     |                   |                   |            |            |  |  |        |        |        |
|  | Satoshi Kataoka   | Satoshi Kataoka   |             |  |  | Norio Kudo        | Norio Kudo        | B+R           |     |                   |                   |            |            |  |  |        |        |        |
|  | Akira Ishida      | Akira Ishida      |             |  |  | Shuzo Ohira       | Shuzo Ohira       |               |     |                   |                   |            |            |  |  |        |        |        |
|  | Shuzo Ohira       | Shuzo Ohira       | W+R         |  |  |                   |                   |               |     | Norio Kudo        | Norio Kudo        | B+R        |            |  |  |        |        |        |
|  | Goro Miyazawa     | Goro Miyazawa     | B+3,5       |  |  |                   | Goro Miyazawa     | Goro Miyazawa |     |                   |                   |            |            |  |  |        |        |        |
|  | Kōichi Kobayashi  | Kōichi Kobayashi  |             |  |  | Goro Miyazawa     | Goro Miyazawa     | B+2,5         |     |                   |                   |            |            |  |  |        |        |        |
|  | Toshio Kori       | Toshio Kori       |             |  |  | Yoshio Ishida     | Yoshio Ishida     |               |     |                   |                   |            |            |  |  |        |        |        |
|  | Yoshio Ishida     | Yoshio Ishida     | W+R         |  |  |                   |                   |               |     |                   | Norio Kudo        | Norio Kudo |            |  |  |        |        |        |
|  | Hiroshi Yamashiro | Hiroshi Yamashiro | W+2,5       |  |  |                   | Rin Kaiho         | Rin Kaiho     | W+R |                   |                   |            |            |  |  |        |        |        |
|  | Toshio Sekiyama   | Toshio Sekiyama   |             |  |  | Hiroshi Yamashiro | Hiroshi Yamashiro | B+R           |     |                   |                   |            |            |  |  |        |        |        |
|  | Masaki Fukui      | Masaki Fukui      |             |  |  | Tatsuaki Iwata    | Tatsuaki Iwata    |               |     |                   |                   |            |            |  |  |        |        |        |
|  | Tatsuaki Iwata    | Tatsuaki Iwata    | W+R         |  |  |                   |                   |               |     | Hiroshi Yamashiro | Hiroshi Yamashiro |            |            |  |  |        |        |        |
|  | Cho Chikun        | Cho Chikun        | W+3,5       |  |  |                   | Rin Kaiho         | Rin Kaiho     | W+R |                   |                   |            |            |  |  |        |        |        |
|  | Ō Rissei          | Ō Rissei          |             |  |  | Cho Chikun        | Cho Chikun        |               |     |                   |                   |            |            |  |  |        |        |        |
|  | Ei Kanda          | Ei Kanda          |             |  |  | Rin Kaiho         | Rin Kaiho         | W+R           |     |                   |                   |            |            |  |  |        |        |        |
|  | Rin Kaiho         | Rin Kaiho         | W+R         |  |  |                   |                   |               |     |                   |                   |            |            |  |  |        |        |        |

### Finale
La finale è una sfida al meglio delle cinque partite.